# Сельское поселение Ямкинское
Се́льское поселе́ние Я́мкинское — упразднённое муниципальное образование в составе бывшего Ногинского муниципального района Московской области.
Административный центр — село Ямкино.
Образовано 1 января 2006 года.
Глава сельского поселения — Бельская Елена Аликовна. Председатель Совета депутатов — Парфенова Валентина Павловна.

## География
Сельское поселение Ямкинское располагается на севере Ногинского района. Граничит с городским поселением Ногинск, сельскими поселениями Мамонтовское и Аксёно-Бутырское, городским округом Черноголовка, а также со Щёлковским районом Московской области. Площадь территории муниципального образования — 18 676 га

## Население
| 2006  | 2007  | 2008  | 2009  | 2010  | 2011  |
| ----- | ----- | ----- | ----- | ----- | ----- |
| 3619  | ↗4135 | ↘4131 | ↗4158 | ↘4049 | ↗4158 |
| 2012  | 2013  | 2014  | 2015  | 2016  | 2017  |
| →4158 | ↗4244 | ↗4349 | ↗4414 | ↗4591 | ↗4702 |
| 2018  |       |       |       |       |       |
| ↗4824 |       |       |       |       |       |

## История
Сельское поселение Ямкинское образовано 1 января 2006 года в рамках Реформы местного самоуправления в Российской Федерации, согласно Закону Московской области от 28 февраля 2005 года № 82/2005-ОЗ. В его состав вошли 13 населённых пунктов позже упразднённых Пашуковского и Ямкинского сельских округов Ногинского района Московской области.

## Состав сельского поселения
| №  | Населённый пункт | Тип населённого пункта       | Население |
| -- | ---------------- | ---------------------------- | --------- |
| 1  | Авдотьино        | деревня                      | ↘820      |
| 2  | Боково           | деревня                      | ↗19       |
| 3  | Воскресенское    | село                         | ↘182      |
| 4  | Громково         | деревня                      | ↗45       |
| 5  | Дядькино         | деревня                      | ↗84       |
| 6  | Кабаново         | деревня                      | ↗50       |
| 7  | Марьино-3        | деревня                      | ↗93       |
| 8  | Мишуково         | деревня                      | ↗24       |
| 9  | Пашуково         | деревня                      | ↗55       |
| 10 | Починки          | деревня                      | ↗435      |
| 11 | Пятково          | деревня                      | ↗65       |
| 12 | Соколово         | деревня                      | ↗411      |
| 13 | Ямкино           | село, административный центр | ↗1766     |

(статья 11 пункт 2 Закона Московской области от 28.02.2005 № 82/2005-ОЗ «О статусе и границах Ногинского муниципального района и вновь образованных в его составе муниципальных образований»)

## Местное самоуправление
14 сентября 2014 года Главой сельского поселение Ямкинское путём голосования жителей избрана Бельская Елена Аликовна.